# Осиецкое телевидение
Осиецкое телевидение (хорв. Osječka televizija) — региональный хорватский телеканал, вещающий из города Осиек на территории Осиецко-Бараньской жупании. 

## Вещание
Телеканал начал вещать 10 сентября 2007 в городе Осиек на 65-м дециметровом канале (UHF). 25 сотрудников телекомпании работают на 16 собственных телепередачах, а остальную часть эфира занимают передачи производства других каналов. Общая численность телезрителей составляет более 600 тысяч человек. По данным агентства AGB Nielsen, является уверенным лидером в Славонии и Бараньи в рейтинге телеканалов.
С 25 мая 2010 года состоит в первом региональном мультиплексе D1, территория вещания охватывает полностью Осиецко-Бараньскую жупанию, туда же входят частично Вуковарско-Сремская и Бродско-Посавская жупании. В настоящее время вещает на 21-м дециметровом канале. Доступен абонентам телекоммуникационных компаний Iskon, B.net и OptiTV.
На политическую позицию журналистов Осиецкого телевидения, по некоторым данным, значительное влияние партия «Хорватский демократический союз Славонии и Бараньи» (особенно её либеральное крыло).